# آرتور رولی (بازیکن فوتبال، زاده ۱۹۳۳)
آرتور رولی (انگلیسی: Arthur Rowley; ۹ مهٔ ۱۹۳۳ – ۱۸ فوریهٔ ۲۰۱۴) بازیکن فوتبال اهل بریتانیا بود.
از باشگاه‌هایی که در آن بازی کرده‌است می‌توان به باشگاه فوتبال کرو آلکساندرا، باشگاه فوتبال بارسکو، باشگاه فوتبال چورلی، باشگاه فوتبال لیورپول، و باشگاه فوتبال ورکسام اشاره کرد.